# David Luenberger
David Gilbert Luenberger (Los Angeles, 16 de setembro de 1937) é um cientista matemático conhecido por suas pesquisas e seus livros-texto, que focam sobre otimização. É professor do Department of Management Science and Engineering da Universidade Stanford.

## Biografia
Luenberger foi um dos fundadores originais do Department of Engineering-Economic Systems em 1967. Foi chefe do departamento durante onze anos.
Obteve um B.S. em engenharia elétrica no Instituto de Tecnologia da Califórnia em 1959, e um Ph.D. en engenharia elétrica na Universidade Stanford em 1963.

## Livros
- ——— (2006). Information Science. [S.l.]: Princeton University Press
- ——— (1997). Investment Science. New York: Oxford University Press
- ——— (1995). Microeconomic Theory. New York: McGraw-Hill
- ———; Ye, Yinyu (2008). Linear and nonlinear programming. Col: International Series in Operations Research & Management Science. 116 Third ed. New York: Springer. pp. xiv+546. ISBN 978-0-387-74502-2. MR 2423726
- ——— (1979). Introduction to Dynamic Systems: Theory, Models and Applications. New York: John Wiley and Sons
- ——— (1997) [1969]. Optimization by Vector Space Methods. New York: John Wiley and Sons. ISBN 0-471-18117-X